# لخش بالا
لخش بالا (به خط تاجیکی: ҷамоати деҳоти Лахши Боло) جماعت دهات در کشور تاجیکستان است که در ناحیهٔ لخش ناحیه‌های تابع جمهوری قرار دارد. جمعیت این جماعت ۶٬۸۱۸ است.
تا پیش از ماه مارس ۲۰۲۲، نام این  جماعت دهات، موق‌سو (به خط تاجیکی: ҷамоати деҳоти Муқсу) بوده. در این تاریخ نام این جماعت و روستاهای تابعهٔ آن تغییر کردند.

## لیست دهات تابعه
(جمعیت در سال ۲۰۱۷ میلادی)
- چارگل (Чоргул) (۹۹۸)
- چشمه‌سار (Чашмасор) [سابقا سسیق‌بولاق / Сасиқбулоқ](۱٬۶۸۳)
- ‌ زرین‌رود (Зарринрӯд) [سابقا قراکنجه / Қарокенҷе](۳٬۰۰۱)
- سمرمند (Самарманд) [سابقا بَی‌لرتال / Байлартоп](۶۹۳)
- شیرین‌آب (Шириноб) [سابقا قراشوره / Қарошӯра](۱٬۱۸۶)
- لخش (Лахш) [سابقا سری‌کنجه / Сарикенҷе](۲٬۰۹۶)
- موغ (Муғ) [سابقا موک / Мук](۹۴۵)